# Breistroff-la-Grande
Breistroff-la-Grande (fràncic lorenès Grouss-Breeschtrëf) és un municipi francès situat al departament del Mosel·la i a la regió del Gran Est. L'any 2007 tenia 551 habitants.

## Demografia

### Població
El 2007 la població de fet de Breistroff-la-Grande era de 551 persones. Hi havia 189 famílies, de les quals 34 eren unipersonals (13 homes vivint sols i 21 dones vivint soles), 59 parelles sense fills, 92 parelles amb fills i 4 famílies monoparentals amb fills.
La població ha evolucionat segons el següent gràfic:
Habitants censats

### Habitatges
El 2007 hi havia 213 habitatges, 204 eren l'habitatge principal de la família, 4 eren segones residències i 4 estaven desocupats. 173 eren cases i 40 eren apartaments. Dels 204 habitatges principals, 152 estaven ocupats pels seus propietaris, 48 estaven llogats i ocupats pels llogaters i 4 estaven cedits a títol gratuït; 13 tenien dues cambres, 15 en tenien tres, 28 en tenien quatre i 149 en tenien cinc o més. 185 habitatges disposaven pel capbaix d'una plaça de pàrquing. A 69 habitatges hi havia un automòbil i a 127 n'hi havia dos o més.

### Piràmide de població
La piràmide de població per edats i sexe el 2009 era:
| Homes | Edats   | Dones |
| ----- | ------- | ----- |
| 0     | 95 o +  | 0     |
| 0     | 90 a 94 | 0     |
| 0     | 85 a 89 | 4     |
| 0     | 80 a 84 | 4     |
| 0     | 75 a 79 | 4     |
| 8     | 70 a 74 | 4     |
| 8     | 65 a 69 | 4     |
| 8     | 60 a 64 | 12    |
| 12    | 55 a 59 | 8     |
| 12    | 50 a 54 | 8     |
| 20    | 45 a 49 | 20    |
| 12    | 40 a 44 | 16    |
| 28    | 35 a 39 | 12    |
| 16    | 30 a 34 | 36    |
| 16    | 25 a 29 | 24    |
| 12    | 20 a 24 | 8     |
| 12    | 15 a 19 | 28    |
| 12    | 10 a 14 | 12    |
| 32    | 5 a 9   | 24    |
| 16    | 0 a 4   | 20    |

## Economia
El 2007 la població en edat de treballar era de 386 persones, 311 eren actives i 75 eren inactives. De les 311 persones actives 291 estaven ocupades (158 homes i 133 dones) i 18 estaven aturades (8 homes i 10 dones). De les 75 persones inactives 19 estaven jubilades, 26 estaven estudiant i 30 estaven classificades com a «altres inactius».

### Ingressos
El 2009 a Breistroff-la-Grande hi havia 208 unitats fiscals que integraven 538,5 persones, la mediana anual d'ingressos fiscals per persona era de 21.049 €.

### Activitats econòmiques
Dels 12 establiments que hi havia el 2007, 1 era d'una empresa de fabricació de material elèctric, 2 d'empreses de construcció, 8 d'entitats de l'administració pública i 1 d'una empresa classificada com a «altres activitats de serveis».
L'únic servei als particulars que hi havia el 2009 era una fusteria.
L'any 2000 a Breistroff-la-Grande hi havia 16 explotacions agrícoles que ocupaven un total de 891 hectàrees.

## Equipaments sanitaris i escolars
El 2009 hi havia una escola elemental.

## Poblacions més properes
El següent diagrama mostra les poblacions més properes.